# Anita Ekberg
Kerstin Anita Marianne Ekberg, född 29 september 1931 i Malmö, död 11 januari 2015 i Rocca di Papa, Lazio, Italien, var en svensk skådespelerska. Hon gjorde främst karriär i Italien och var bosatt i Genzano di Roma söder om Rom. Hennes mest kända roll är som Sylvia i filmen Det ljuva livet.

## Biografi

### Uppväxt
Anita Ekberg, som var dotter till Alva och Gustav Ekberg, växte upp på Östra Fäladsgatan 29 i Malmö.

### Arbetsliv

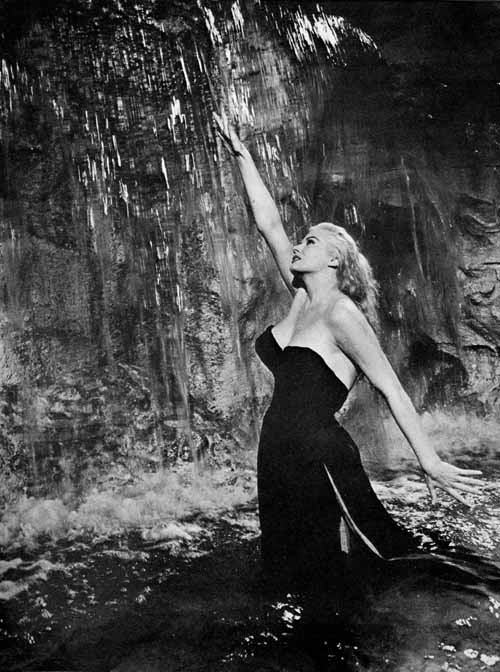
I Federico Fellinis film Det ljuva livet (1960) vadar Anita Ekbergs karaktär Sylvia i Fontana di Trevi

År 1951 vann hon skönhetstävlingen Fröken Sverige. Hon kom samma år till USA för att delta i Miss Universum-tävlingen. Hon vann inte skönhetstävlingen, men fick arbeten som fotomodell och på nattklubbar innan hon gjorde filmdebut i Hollywood 1953. Howard Hughes ville att hon skulle byta namn för att Ekberg var för svårt att uttala. Men hon vägrade och menade att om hon blev känd skulle folk lära sig att uttala hennes namn, och om hon inte blev känd spelade det ingen roll.
Ekberg uppmärksammades första gången på film för sin roll i Krig och fred (1956). Ekberg fick dock sina största framgångar i Italien i filmer regisserade av Federico Fellini. Hon är mest känd för rollen som Sylvia i Fellinis Det ljuva livet  mot Marcello Mastroianni 1960. I en berömd scen vadar hon i Fontana di Trevi i Rom.
År 1987 gjorde hon en minnesvärd roll i Intervista. Hon medverkade aldrig i någon svensk film.

### Familj och relationer
Anita Ekberg var åren 1956–1959 gift med den engelske skådespelaren Anthony Steel och 1963–1975 med skådespelaren Rik Van Nutter.
Ekbergs stora kärlek var Gianni Agnelli, ägare av Fiat och ledande inom det italienska näringslivet. Under 20 års tid var de ett kärlekspar trots att han var gift med prinsessan Marella Caracciolo di Castagneto.

### Död
Anita Ekberg avled efter en tids sjukdom på kliniken San Raffaele di Rocca di Papa nära Castelli Romani på förmiddagen den 11 januari 2015.

## Filmografi i urval
- Olycksfåglarna flyger till Mars (1953)
- Det blodiga sundet (1955)
- Tummen opp (1955)
- Krig och fred (1956)
- Vi ilar och bilar (1956)
- Det ljuva livet (1960)
- Det ljuva lättsinnet (1961)
- 4 för Texas (1963)
- Den mystiska blondinen (1965)
- Amor skjuter skarpt (1967)
- Clownerna (1970)
- Casa d'appuntamento (1972)
- Mord i kloster (1978)
- Intervista (1987)
- Bámbola (1996)
- Le nain rouge (1998)